# Joeri Malysjev (ruimtevaarder)
Joeri Vasiljevitsj Malysjev (Russisch: Ю́рий Васи́льевич Ма́лышев) (Nikolajevsk, 27 augustus 1941 – Zvjozdny gorodok, 8 november 1999) was een Russisch ruimtevaarder. Malysjev’s eerste ruimtevlucht was Sojoez T-2 en begon op 5 juni 1980. Dit was de eerste bemande proefvlucht met de gereviseerde Sojoez. Doel was het testen van de gewijzigde technische systemen van dit nieuwe model. 
Malysjev werd in 1967 geselecteerd als astronaut en in 1988 ging hij als astronaut met pensioen. In totaal heeft hij twee ruimtevluchten op zijn naam staan. Malysjev ontving meerdere onderscheidingen en titels, waaronder 2x Held van de Sovjet-Unie, en 2x de Leninorde. 